# 龙虎山水库 (文昌)
龙虎山水库是中华人民共和国海南省文昌市北部文教河支流黑溪上游的一座中型水库，是一座以灌溉为主，结合防洪、发电等综合利用的多年调节水库。工程于1970年3月动工修建。总库容4830万立方米，正常蓄水库容3800万立方米。大坝为均质土坝，坝顶高程25，最大坝高14.3米，坝顶长650米，坝顶宽5米。发电站装机容量125千瓦。水库是文教河灌区的主要供水水源，设计灌溉面积1086公顷，现有效灌溉面积866公顷。